# Chris Colfer
Christopher Paul Colfer (27. svibnja 1990.) je američki glumac i pjevač. Najpoznatiji je po ulozi Kurta Hummela u TV seriji "Glee".